# Gesellschaft für Kulturaustausch
Die Gesellschaft für Kulturaustausch e. V. (GfK) ist eine international tätige nichtstaatliche Organisation (NGO). Das gemeinnützige Kulturinstitut für Völkerverständigung und Kunst International ist eine deutsche Mittlerorganisation für den internationalen Kulturaustausch mit Hauptsitz in Göttingen.

## Gründung
Das Kulturinstitut für die Völkerverständigung wurde 1985 auf Initiative von Hendrik Bicknäse gegründet. Anstöße hierzu kamen vonseiten einiger Gemeinden und Städte. 1987 wurde das Institut mit dem Zusatz Gemeinnützige Gesellschaft für Kulturaustausch e. V. (Amtsgericht Göttingen VR 1723) mit kulturpolitisch tätigen Künstlern, Publizisten, Schriftstellern und Sozialwissenschaftlern als eingetragener und besonders förderungswürdiger und gemeinnütziger Verein in Göttingen gegründet, dessen Gründungsvorsitzender Hans Brämer war. Kontaktzentren in Regionen und Städten der Bundesrepublik Deutschland wurden – vor allem in Berlin – von Mitgliedern initiiert. Bereits zum Jahresbeginn 1987 wurden drei Vollzeitarbeitsplätze mit öffentlichen Fördermitteln finanziert.

## Ziele und Aufgaben

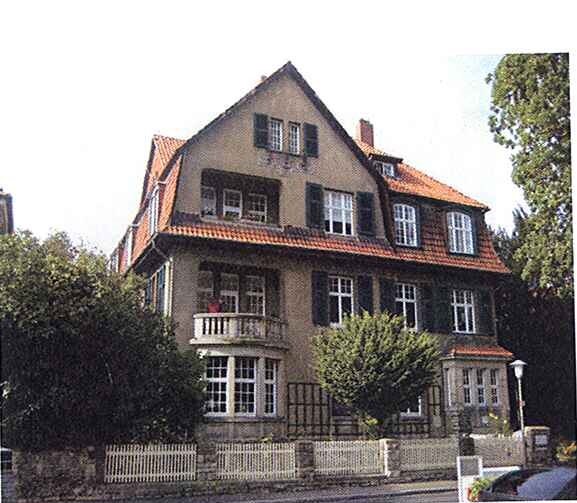
Sitz GfK Göttingen

Das Ziel des Kulturinstituts ist es, mit kulturellem Austausch Informationen über die Kulturen anderer Länder und Regionen bundesweit durch Kunstausstellungen und andere Veranstaltungen zu bieten und Verständnis für ihre Besonderheiten zu wecken. Der besondere Schwerpunkt der Arbeit dient dabei der Förderung und Verbreitung von Objekten der bildenden Kunst, Literatur und Musik, in denen sich das Alltagsleben anderer Kulturen spiegelt. In diesem Sinne beabsichtigt das Institut zur internationalen Verständigung, zum Wohle der Gesellschaft und des Einzelnen, als auch zum besseren Verständnis des Menschen in seiner kulturellen Umgebung und Heimat beizutragen.
Junge Künstler aus dem Ausland werden für verschiedene Künstlerstipendien vorgeschlagen und mit Ausstellungen begleitet. Ebenso ist die Gesellschaft laut Selbstauskunft bei der Anbahnung von Städtepartnerschaften behilflich.

## Interkultureller Dialog
Unter dem Slogan „Völkerverständigung, Kunst und Kultur International“ benennt die Gesellschaft für Kulturaustausch ihre primären Aufgaben. Der interkulturelle Dialog auf den Gebieten der Kunst und Kultur sowie der Friedensförderung wird ohne konfessionelle, politische oder wirtschaftliche Bindung vornehmlich verfolgt durch die Programmarbeit ‚Kulturen verbinden‘:
- Organisation von Ausstellungen sowie literarischen und musikalischen Veranstaltungen
- Herausgabe von Informationsmaterial
- Förderung künstlerischer Projekte im In- und Ausland
- Unterhaltung von internationalen Beziehungen zu Kulturschaffenden, ihren Schulen, Akademien und entsprechenden Organisationen
- Beziehungen zu Multiplikatoren in den Medien und zum öffentlichen Kulturbetrieb
- Sammlung und Austausch von Kulturprodukten
- schulische und außerschulische Bildung und Information
- Beratung und Information zu kulturellen und technischen Fragen
- Förderung von Kultur und Kunst auf regionaler und überregionaler sowie internationaler Ebene
- Unterstützung von Kunst- und Kulturschaffenden in bedrohten Kontexten

Dabei sollen Urteilsvermögen und kompetentes Selbstbewusstsein gegenüber Darstellungen fremder Länder und Kulturen in den Medien angeregt und entwickelt und die Fähigkeit gefördert werden, die Bedeutung kultureller Vielfalt in ihren unterschiedlichen Aspekten zu erleben und zu erkennen.

## Zusammenarbeit
Die Arbeit geschieht u. a. in Zusammenarbeit mit dem Institut für Auslandsbeziehungen (ifa) in Stuttgart sowie der Kulturabteilung des Auswärtigen Amtes und den Goethe-Instituten. In diesem Zusammenwirken wird nach eigenen Angaben neben der künstlerischen Qualität besonderer Wert gelegt auf regionale Schwerpunktsetzung, Nachhaltigkeit und partnerschaftliche Kooperation mit Institutionen und Persönlichkeiten im Gastland.
Die Präsentation deutscher bzw. aus Deutschland stammender Kunst bzw. Kultur im Ausland bildet eine weitere Aufgabe. Zunehmend wichtiger wird der Kulturaustausch mit Vertretern von Kulturen außerhalb Deutschlands auf Augenhöhe, welcher neue Perspektiven eröffnet und Prozesse anstößt, die Gesellschaften beeinflusst, auch die deutsche.
Als deutsche Mittlerorganisation für auswärtige Kulturpolitik engagiert sich die GfK weltweit für Kunst ohne Grenzen und den Dialog der Zivilgesellschaften. Sie war auch beteiligt am Entwicklungsprozess des Deutschen Kulturrat. Bis 2007 kuratiert Bicknäse, als letzter Vorsitzender des Instituts, eine Vielzahl großer Kunst-Ausstellungen. Kooperation bestand zeitweise auch mit dem Haus der Kulturen der Welt in Berlin, den Kunstakademien in Polen, dem Verband Bildender Künstler der DDR sowie mit der Akademie der Künste der DDR. Insofern verstand sich die Arbeit der GfK als wichtiger Beitrag zur Überwindung des ‚Kalten Krieges‘ in der Kulturpolitik. (Finanzierungsprobleme führen Ende 2007 zur (vorläufigen) Einstellung der Arbeit des Instituts.)

## Mitglieder
Neben einer Reihe nord- und westdeutscher Städte, Landkreise und Gemeinden sind ähnliche Institute wie das ifa in Stuttgart, Kunsthochschulen und Akademien, Künstlerzentren und Museen, Künstler, Künstlergruppen, Sozialwissenschaftler und Publizisten, Vereine und Firmen Kooperationspartner, Mitglieder oder Fördermitglieder.

## Bildende Kunst und Ausstellungen

### Kunst-Ausstellungen (Auswahl)
- 1986: Luis Guerrero / Ecuador: Skulpturen – Bilder – Objekte. Goethe Institut Berlin.
- 1988: Ausstellungskatalog: Hommage à Bertolt Brecht. Das Werk Brecht‘s in der bildenden Kunst der DDR. In Zusammenarbeit mit dem Verband Bildender Künstler der DDR, der Akademie der Künste der DDR, dem BBK Bayern und der Gesellschaft für Kulturaustausch in Augsburg.
- 1988: Über 180 Werke der Malerei, Grafik, Plastik sowie Plakate umfasst die Hommage à Bertolt Brecht. Das Werk Brechts in der bildenden Kunst der DDR, im Alten Rathaus der Stadt Göttingen. Katalog mit Vorwort von Richard Hiepe. Veranstalter: Gesellschaft für Kulturaustausch Göttingen. In: tendenzen Nr. 163, Pahl-Rugenstein Verlag Köln, 1988. ISSN 0495-0887.
- 1989: Sonderausstellung östliches Europa. Kunst aus polnischen Akademien in der ART Nürnberg 4, Messezentrum Nürnberg. Katalog Hrsg. Verein zur Förderung von Kunst u. Kommunikation.
- 1990: Prof. Rudolf Grüttner, Rektor der Kunsthochschule Berlin: Kultur- und Theaterplakate, Museum Villa Stahmer, Georgsmarienhütte.
- 1990: Sonderausstellung Junges Thailand. Förderung des Auswärtigen Amtes. ART Nürnberg 5, Messezentrum Nürnberg. Katalog Hrsg. ART Nürnberg Verlag. ISBN 3-9802337-0-7.

## Organisation
Organe des Vereins sind die Mitgliederversammlung, der Vorstand sowie der Geschäftsführer.

### Mitglieder des Vorstands
- 1987–1989 Hans Brämer (Vorstandsvorsitzender)
- 1987–1988 Ralf Ruhl
- 1987–1989 Maria Kolodziej
- 1989–2007 Hendrik Bicknäse (Vorstandsvorsitzender)
- 1999–2007 Peter Michels